# Aloïs De Graeve
Aloïs De Graeve (Klerken, Houthulst, 26 de gener de 1909 - Anvers, 2 de juliol de 1970) va ser un ciclista belga, que competí entre 1920 i 1938. Especialista en la velocitat, va aconseguir vuit campionats nacionals, així com una medalla de bronze al Campionat del Món en pista de 1922.

## Palmarès en pista
- 1922
  -  Campió de Bèlgica de velocitat
- 1923
  -  Campió de Bèlgica de velocitat
- 1924
  -  Campió de Bèlgica de velocitat
- 1925
  -  Campió de Bèlgica de velocitat
- 1927
  -  Campió de Bèlgica de velocitat
- 1928
  -  Campió de Bèlgica de velocitat
- 1929
  -  Campió de Bèlgica de velocitat